# Liste Otto
La liste Otto est le nom donné au document de 12 pages intitulé « Ouvrages retirés de la vente par les éditeurs ou interdits par les autorités allemandes », publié le 28 septembre 1940, qui recense les livres interdits pendant l'occupation allemande de la France. Elle s'oppose à la « liste Mathias », qui recense des ouvrages à promouvoir (essentiellement des classiques de la littérature allemande et des ouvrages de propagande nazie).

## Les trois listes Otto
La première liste Otto, ainsi nommée en référence à l'ambassadeur d'Allemagne à Paris, Otto Abetz, reprend le principe de la première liste d'ouvrages interdits par les autorités allemandes, la liste Bernhard, qui censure 143 livres politiques. Mais alors que celle-ci, mise en œuvre à Paris fin août 1940, a été élaborée à Berlin, la liste Otto, diffusée par la Propaganda-Abteilung et la Propagandastaffel, est établie avec la collaboration du Syndicat des éditeurs français et des maisons d'édition. C'est Henri Filipacchi, chef du service des librairies à Hachette, qui en rédige la version initiale après avoir consulté les éditeurs.
La première liste Otto publiée en septembre 1940 comporte 1 060 titres, parmi lesquels Mein Kampf,, et des essais critiquant l'Allemagne ou le racisme, comme ceux du général Mordacq, d'Edmond Vermeil, du R.P. Pierre Chaillet ou d'Hermann Rauschning, ainsi que des textes d'auteurs juifs, communistes ou opposants au nazisme, dont Heinrich Heine, Thomas Mann, Stefan Zweig, Max Jacob, Joseph Kessel, Sigmund Freud, Carl Gustav Jung, Julien Benda, Léon Blum, Karl Marx, Léon Trotski et Louis Aragon ou Daniel Guérin. 
Après la rupture du pacte germano-soviétique en juin 1941, d'autres ouvrages marxistes sont ajoutés à la liste. En juillet 1941, c'est au tour de livres d'auteurs britanniques et américains d'y figurer.

### Application
La liste Otto doit être appliquée dans toutes les librairies, les maisons d'édition et les bibliothèques de la zone occupée. Dès sa diffusion, des opérations policières aboutissent à la saisie de 713 382 livres. Ceux-ci sont acheminés dans un entrepôt, avenue de la Grande-Armée à Paris, avant d’être pilonnés. 
Le jour même de la diffusion de la liste, les autorités allemandes signent avec le Syndicat des éditeurs une « convention de censure » concernant les nouveaux ouvrages, qui définit les nouvelles règles en matière de censure. Le respect de cette « convention » permet aux éditeurs français de poursuivre leur activité en échange de l'application de l'interdiction de diffusion des ouvrages de la liste.
La liste Otto sera aussi effective quelques mois plus tard en zone libre à l’initiative du régime de Vichy. Dans les écoles et les bibliothèques, les préfets et les maires sont chargés de la faire respecter sous l'autorité du ministre de l’Éducation nationale et du directeur de l’Enseignement supérieur. 

### Versions suivantes
Une deuxième liste Otto de quinze pages prend le relais le 8 juillet 1942. Classée par éditeurs, elle recense 1 170 titres interdits : ouvrages jugés anti-allemands, œuvres d’écrivains juifs ou consacrés à des Juifs, livres communistes, traductions d'auteurs anglais et polonais. 
Une troisième édition de la liste des « ouvrages littéraires français non désirables » sera publiée le 10 mai 1943, complétée en annexe par une liste de 739 « écrivains juifs de langue française ».

## Les listes
- Liste Otto. Ouvrages retirés de la vente par les éditeurs ou interdits par les autorités allemandes. Paris, Messageries Hachette, 1940[6]
- Liste Otto. Index par auteurs[7]
- Deuxième liste Otto. Unerwünschte französische Literatur (« littérature française non désirable »), Paris, Syndicat des éditeurs, 1942
- Troisième liste Otto : Ouvrages littéraires non désirables en France — troisième édition (complétée et corrigée) mai 1943 (feuille Excel)[8].